# Petrykozy (województwo warmińsko-mazurskie)
Petrykozy – wieś w Polsce położona w województwie warmińsko-mazurskim, w powiecie działdowskim, w gminie Działdowo.
W latach 1975–1998 miejscowość położona była w województwie ciechanowskim.